# منتخب بابوا غينيا الجديدة تحت 20 سنة لاتحاد الرغبي
منتخب بابوا غينيا الجديدة تحت 20 سنة لاتحاد الرغبي هو ممثل بابوا غينيا الجديدة الرسمي في المنافسات الدولية في اتحاد الرغبي
.